# Loiola (Saint-Sébastien)
Pour les articles homonymes, voir Loiola.
Loiola officiellement et en basque ou Loyola en espagnol est un quartier de la ville de Saint-Sébastien.
Ce quartier est principalement connu pour abriter les garnisons de Loyola. Selon le recensement de 2004 il comptait 6 459 habitants. (dans cette statistique on compte aussi les habitants de Zorroaga et de Landarbaso. Sa population est légèrement inférieure, dépassant quelque 6 000 habitants).

## Situation géographique
C'est un quartier situé dans la vallée du fleuve Urumea, occupant le fond de celle-ci. Le quartier se situe sur la rive gauche du fleuve, la rive droite étant occupée pour la plupart par les installations militaires des garnisons de Loyola. Les collines Zorroaga et d'Ametzagaña marquent les limites approximatives du quartier. La prison de Martutene est considérée généralement comme la limite approximative entre les deux quartiers.
Le cœur du quartier, est formé par un triangle limité par les voies ferrées de l'EuskoTren (chemin de fer qui relie Saint-Sébastien et Hendaye), l'Urumea et la Traversée de Loyola (route Saint-Sébastien - Hernani, qui supporte un trafic important). Ce triangle possède une trame urbaine. De l'autre côté de la route on trouve le collège La Salle et plusieurs urbanisations que l'on considère généralement comme une partie du quartier. De l'autre côté des voies se trouve le quartier de la Ciudad Jardín, une zone de villas anciennes et de petites maisons.
Dans Loyola, le quartier Txomin ou de Txomin Enea a sa propre personnalité, situé entre la route Saint-Sébastien - Hernani et l'Urumea, à mi-chemin entre Loyola et Martutene. De par sa taille on ne considère pas ce quartier comme suffisant pour être un quartier à part entière et on l'inclut généralement comme faisant partie de Loyola, bien qu'il soit séparé de l'ensemble urbain de ce quartier.

## Histoire
L'étymologie la plus vraisemblable du toponyme Loyola ou Loiola le fait dériver du mot lohi, qui signifie de la boue en basque et ola qui signifie cheptel ou forge. C'est un toponyme qui est très commun en Pays basque. Il n'existe pas de relation directe entre le nom du saint célèbre et celui de ce quartier de Saint-Sébastien. La paroisse du quartier de Loyola est consacrée au Sacré-Cœur (Corazon Jesus) et non pas à saint Ignace de Loyola comme on pourrait le penser a priori.
Pendant de nombreux siècles Loyola a été un quartier de fermes dans le rivage de l'Urumea, d'où probablement la référence à la boue. Les fermes qui disposaient des potagers dans les rivages et dans quelques cas des embarcadères sur la rivière. Parmi eux il faut souligner la ferme Patxillardegi (Caserío Patxillardegi), une des plus anciennes de la ville (probablement du début du XVIe siècle), qui est encore conservée et qui est déclarée comme monument.

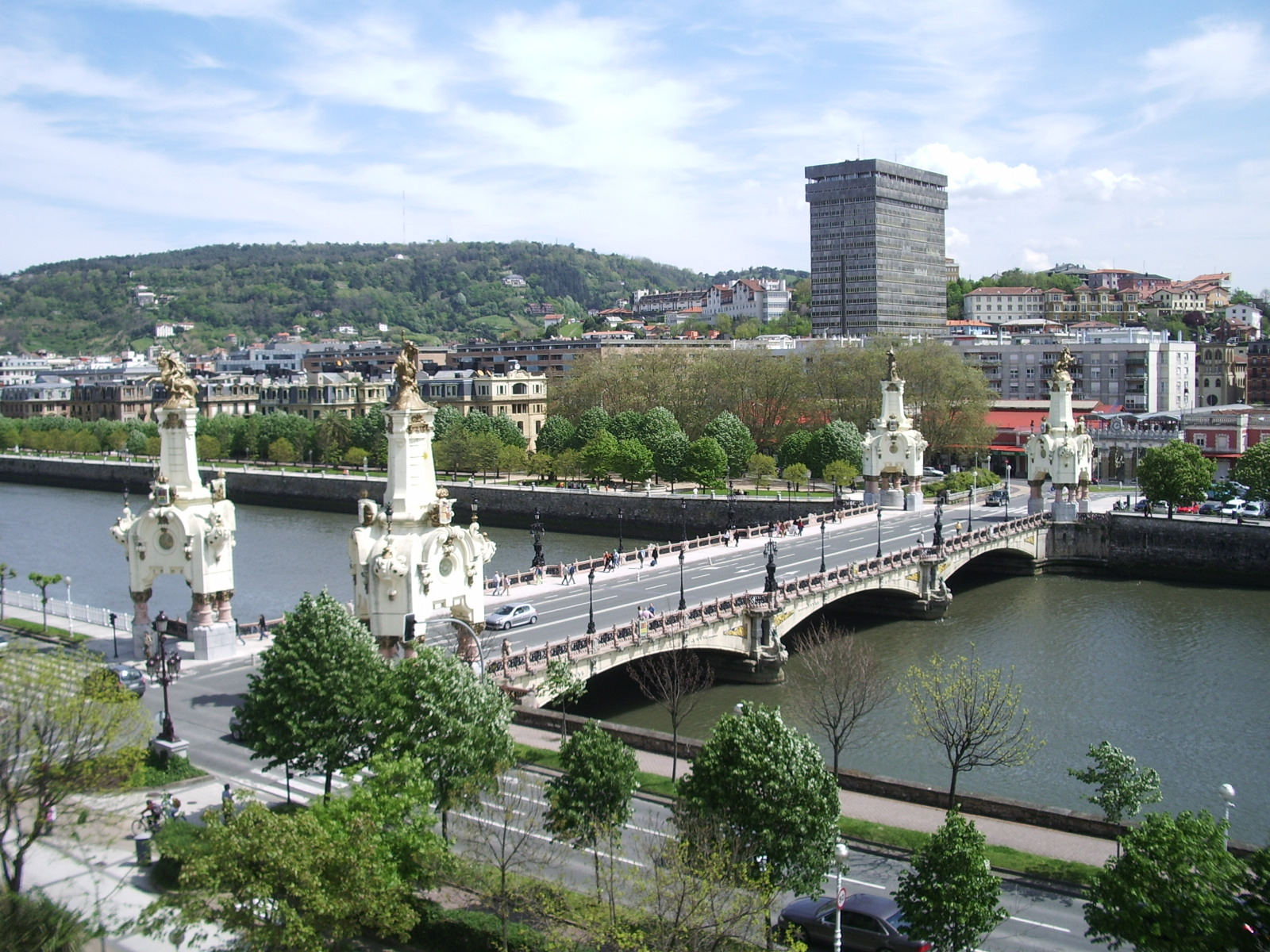
Pont María Cristina

La ligne de chemin de fer (Tren de la Frontera), qui lie Saint-Sébastien à Hendaye (aujourd'hui plus connu sous le nom de EuskoTren) a été construite en 1912. La construction de cette ligne ferroviaire a activé le projet de construction avec les voies d'une urbanisation de chalets qui profiteraient du train pour être rapidement reliés avec le centre de la ville. La reine Marie-Christine a posé la première pierre de l'urbanisation en 1916. Le projet n'a pas eu beaucoup de succès et on a construit seulement 15 chalets qui seront plus connu comme Ciudad Jardín de Loyola mais cela a été le début de l'urbanisation du quartier.
Des années plus tard a débuté la construction des garnisons de Loyola sur la rive droite de la rivière, qui ont été inaugurées en 1926. La construction de ces quartiers militaires a supposé la sortie de l'armée des garnisons qu'elle avait historiquement occupées dans la vieille partie de la ville. La construction des quartiers militaires a supposé une revitalisation des projets d'urbanisation du quartier, bien que ceux-ci aient cessé d'être d'un type résidentiel du projet de la Cité Jardin (Ciudad Jardín) et ils ont été réorientés vers un quartier de type ouvrier. En 1927 on a rédigé le premier plan de réorganisation urbaine du noyau de Loyola. Autour du vieux centre du quartier on a construit des maisons de trois et quatre étages, qui alternaient de manière assez anarchique avec les maisons basses et les fermes préexistantes. L'église paroissiale du quartier a été inaugurée en 1937, pour faire face aux nécessités d'un quartier qui avait déjà une population assez importante.
Dans les années 1940, on commence la construction dans le quartier de maisons militaires, construit en blocs de logements pour ceux-ci. Avec la construction de ces logements on occupe pratiquement l'espace urbain du triangle formé entre les voies du Topo, la route de Saint-Sébastien-Hernani et l'Urumea, en formant le noyau du quartier de Loyola.
Dans les années 70 on construit des blocs de logements entre 4 et 10 étages vers les pentes de Zorroaga.

## Rues du quartier
- Aintzieta, Allée de / Aintzieta Pasealekua
- Atari Eder, Place de / Atari Eder Plaza
- Espartxo, Pont de / Espartxo Zubia
- Hípica, Chemin de la / Hipika Bidea
- Igeltegi, Rue de / Igeltegi Kalea
- Iglesia, Rue de la / Eliza Kalea
- Kristobaldegi, Chemin de / Kristobaldegi Bidea
- Lavanderas, Place des / Latsarien Plaza
- Loyola, Traversée de / Loiola Zeharbidea
- Loyolatarra, Rue de / Loiolatarra Kalea
- Madalena Jauregiberri, Allée de / Madalena Jauregiberri Pasealekua
- Matxiñene, Rue de / Matxiñene Kalea
- Mendigain, Rue de / Mendigain Kalea
- Monte Ernio, Rue du / Erniomendi Kalea
- Patxillardegi, Grupo / Patxillardegi Auzunea
- Plaza Buru, Rue de / Plazaburu Kalea
- Robles, Haut des / Harizti Gaina
- Sierra de Aloña, Rue de la / Aloñamendi Kalea
- Sierra de Aralar, Calle de la / Aralar Mendia Kalea
- Sierra de Urbasa, Rue de la / Urbasa Mendia Kalea
- Uba, Chemin de / Uba Bidea
- Urbía, Rue de / Urbia Kalea
- Urdinzu, Pont de / Urdinzuko Zubia
- Zubiondo, Rue de / Zubiondo Kalea
- Zuzenene, Chemin de / Zuzenene Bidea

## Associations
- Esnatu Emakumeen Taldea : association de promotion de la femme.
- Korrokoi Aisialdi Taldea : groupe de temps libre jeunesse.
- La Salle Kirol Elkartea : club sportif du Collège La Salle. lasalledonostia.
- La Salle Sorondoa : club de montagne du collège La Salle.
- Lan-Berri, AAVV : association d'habitants du quartier de Txomin Enea.
- Loiolako Ametzagaina Mendi Taldea : club de montagne.
- Loiolako Hontza Kultur Elkartea : association culturelle et  société gastronomique.
- Loiolako Jai Batzordea Urumea Ibaia : commission organisatrice des fêtes du quartier.
- Loiolako Zuhaitz Taldea : groupe de temps libre jeunesse.
- Club Deportivo Loiolatarra : né en 1923 comme club sportif de pelote basque et rame, se ré-oriente plus tard à être aussi une société de type gastronomique et culturelle. A eu un poids très important dans la vie sociale, culturelle et sportive du quartier. Ainsi organisant des événements de tous types pour les 75 ans de son histoire. La rue du quartier où elle se trouve le siège porte son nom. gastronomique
- Real Sociedad Hípica Deportivo Militar de San Sebastián (Club Hippique Loyola) : club hippique situé dans le quartier de Loiola. Club sportif lié traditionnellement au ministère de la Défense. Ses installations possèdent des piscines, courts de tennis et aires hippique (saut et dressage). Le chemin qui mène à ces installations reçoit le nom de Camino de la Hípica.
- Salletarrak Sociedad Deportiva y Cultural : né en 1973. C'est une société gastronomique-culturelle qui réunit des pères et anciens élèves du collège de La Salle du quartier.
- Sociedad Deportiva Náutica Ur-Kirolak: historique club de rame donostiarra fondé en 1923, ses installations se situent près de l'Urumea proche de Loiola.
- Tantai Loiolako Konpartsa : troupe de carnavaliers du quartier.Loiolakotantai
- Urumea Gurea : groupe de l'environnement que promeut la création d'un parc fluvial sur l'Urumea.
- Urumea Ibaia, AAVV : association d'habitants du quartier de Loiola.
- Zuloidan : association culturelle qui forme une compagnie de la Tamborrada.

## Équipements
- Arteleku  : Centre public d'art dépendant de la Diputación Foral de Gipuzkoa. Il est situé à Txomin Enea. Arteleku
- Centre Culturel Loiola  : maison de la culture municipale du quartier. Maison de la culture
- Centre de Santé Loiola-Txomin-Martutene  : médecin ambulant que rend service dans les quartiers de Loiola, Txomin Enea et Martutene. Il est basé à Txomin Enea.
- Église Paroissiale du Sacré-Cœur  : paroisse catholique du quartier. Sacré-Cœur
- Collège La Salle  : collège privé situé dans le quartier. Il comprend une éducation privée et secondaire. Collège La Salle.
- Garderie PANPINTXO  : halte-garderie bilingue. De 0 à 3 ans et une ludothèque jusqu'aux dix ans. OUVERTE TOUTE L'ANNÉE. Placée avec le collège La Salle. Garderie
- Quarts de Loyola .
- Prison de Martutene .
- E.D.A.R. Loiola (Épuratrice)  : Station d'épuration des eaux résiduelles pour le district de Donostialdea. Il se trouve actuellement en construction, bien qu'il soit déjà entré partiellement en fonction.

## Garnisons de Loyola
En 1926 on a inauguré dans le quartier de Loyola les installations militaires formées principalement par deux bâtiments et divers annexes, destinés initialement à loger les troupes d'ingénieurs et d'infanterie qui étaient en garnison dans la ville. Ils ont remplacé les garnisons qui étaient situés jusqu'alors dans le couvent de San Telmo (vieux quartier) et dans l'ancienne Beneficencia du quartier d'Egia. Ces quarts sont la principale installation militaire dans la province du Guipuscoa.
Huit ans plus tard, l'armée continue à occuper 17 hectares de terrain plat situé sur la rive droite de la rivière Urumea, en avant du quartier de Loyola, sépare de celui-ci par un pont. Le casernement loge le régiment d'infanterie légère "Tercio Viejo de Sicile" nº 67 (intégré dans la brigade d'infanterie légère "San Marcial"), dont les origines remontent à 1534. En outre sont assignées au dit casernement une unité de services (USAC), une section de police militaire et un centre de communications lié au régiment de transmissions n. 22. La sous-délégation de la Défense occupe également une partie du casernement.
Les casernements de Loyola ont été traditionnellement une des principales sources de recettes du quartier, par le transfert de gens qu'ils provoquaient et les recettes qui se produisaient dans le commerce, l'hôtellerie, loyer de logements, etc.
Depuis la professionnalisation de l'armée et la disparition en Espagne du service militaire obligatoire, le nombre d'effectifs est très limité, bien que l'application du nouveau plan de répartition des effectifs militaires augmente probablement notamment son activité.
La pénurie de sol aménageable a incité la mairie à solliciter la suppression du casernement dans le but de construire des logements de protection officielle. Depuis beaucoup de milieux politiques du Pays basque, particulièrement dans le cadre nationaliste basque, on influence l'inutilité et la sous-utilisation de ces garnisons. Jusqu'à présent le ministère a refusé de céder ou de vendre les casernements faisant allusion quils toujours nécessaires pour la défense nationale . La conversion de la brigade d'infanterie "'San Marcial" en une brigade conventionnelle (et non mobilisable comme elle l'a été dans le passé) supposera, probablement, la réactivation du régiment "Tercio Viejo de Sicile" et l'augmentation des effectifs qui lui sont destinés pour arriver à 1 200 hommes (bataillons Legazpi et Columbus).

## Hippodrome
Parmi d'autres équipements traditionnels on trouve l'hippodrome.

## Prison de Martutene
C'est le seul centre pénitentiaire situé dans la province du Guipuscoa. Il possède une capacité de 150 détenus bien qu'au début de 2007 il ait reçu 320 détenus. Cette prison a été construite en 1948 et bien qu'elle ait subie  diverses restaurations, elle se trouve dans un état désuet et on prévoit sa fermeture à moyen terme avec la construction d'une nouvelle prison au Guipuscoa.
La prison est généralement considérée comme la limite entre les quartiers Txomin-enea et de Martutene et bien qu'elle porte le nom du deuxième des quartiers, la mairie de Saint-Sébastien dans son répertoire des rues municipales le considère comme une partie de Txomin-enea.